# Furcula lypera
Furcula lypera är en fjärilsart som beskrevs av Rudolf Rangnow 1935. Furcula lypera ingår i släktet Furcula och familjen tandspinnare. Inga underarter finns listade i Catalogue of Life.